# Раковский, Людвик
Людвик Ежи Раковский (пол. Ludwik Jerzy Rakowski, род. 2 октября 1975, Варшава, Польша) — польский политик, чиновник местного самоуправления, заместитель маршала Мазовецкого воеводства в 2007—2010 годах, мэр Вилянува, председатель Мазовецкого сеймика с 2010 года.

## Биография
Людвик Раковский окончил факультет юриспруденции и администрации Варшавского университета.
С 1998 по 2002 год Людвик был советником варшавского повята, избранный от списка Избирательной акции Солидарности (как член Консервативной народной партии). Позже он был заместителем мэра Вилянува. На выборах в местные органы власти в 2006 году он был избран членом Мазовецкого сеймика от списка Гражданской платформы, а затем занял пост мэра Вилянува. На выборах в местные органы власти 2010 года он был переизбран в сеймик Мазовецкого воеводства.
В декабре 2007 года он был назначен на должность вице-маршала Мазовецкого воеводства после отставки Томаша Симоняка, который был назначен заместителем министра внутренних дел. Раковский занимал эту должность с января 2008 по 2010 год, когда стал председателем Мазовецкого сеймика IV созыва. В том же году он был переизбран мэром Виланува.
В 2014 году он сохранил мандат в сеймике и снова стал его председателем. Также в 2018 году он был избран советником сеймика, сохранив за собой должность председателя. После выборов в 2014 и 2018 годах он также оставался мэром Вилянува.